# 卡伊诺
卡伊诺（義大利語：Caino），是意大利布雷西亚省的一个市镇。总面积17平方公里，人口2064人，人口密度121.4人/平方公里（2009年）。国家统计（ISTAT）代码为017031。